# Чернопорожское сельское поселение
Чернопорожское се́льское поселе́ние — муниципальное образование в Сегежском районе Республики Карелии Российской Федерации.
Административный центр — посёлок Чёрный Порог.

## Население
| 2009 | 2010 | 2012 | 2013 | 2014 | 2015 | 2016 |
| ---- | ---- | ---- | ---- | ---- | ---- | ---- |
| 964  | ↘778 | ↘735 | ↘709 | ↘656 | ↘618 | ↘597 |
| 2017 | 2018 | 2019 | 2020 | 2021 | 2023 |      |
| ↘570 | ↘550 | ↘513 | ↘491 | ↘370 | ↘335 |      |

## Населённые пункты
В состав сельского поселения входит 4 населённых пункта (в том числе 1 населённый пункт в составе посёлка):
| № | Населённый пункт | Тип населённого пункта | Население |
| - | ---------------- | ---------------------- | --------- |
| 1 | Чёрный Порог     | посёлок                | ↘500      |
| 2 | Вача             | посёлок                | ↘91       |
| 3 | Олений           | посёлок                |           |
| 4 | Пертозеро        | посёлок                | ↘118      |

## Местное самоуправление
Главы сельского поселения
- Сергеева Елена Леонидовна
- с 8.02.2015 - Потапов Сергей Анатольевич[18]